# Liste von Schiffen mit dem Namen Sanssouci
Sanssouci, auch in der Schreibweise Sans Souci ist ein mehrfach genutzter Schiffsname. Er bedeutet ‚ohne Sorge‘ (französisch sans souci). Die Namensgebung bezieht sich aber fast immer auf das bekannteste Hohenzollernschloss in der brandenburgischen Landeshauptstadt Potsdam.

## Schiffsliste
| Bezeichnung   | Schiffsart                     | Klasse / Typ   | Baujahr | Bauwerft                                    | Eigner | Dienstzeit                   | Verbleib    | Bild |
| ------------- | ------------------------------ | -------------- | ------- | ------------------------------------------- | --- | ---------------------------- | ----------- | ---- |
| Sans Souci II | Motoryacht                     |                | 1907    | Frank Tregoning’s Yard, Seattle, Washington | Privat, United States Naval Reserve Forces (USNRF) | 1907bis Anfang der 1930er    | unbekannt   |      |
| Sanssouci     | Tagesausflugsschiff (Binnen)   | Dampfschiff    | 1926    | Stettiner Oderwerke                         | Reederei Krüger jr. (Ratzdorf), gechartert von Spree-Havel-Dampfschiffahrts-Gesellschaft Stern                                                            | bis in den Zweiten Weltkrieg | unbekannt   |      |
| Sanssouci     | Tagesausflugsschiff (Binnen)   | Dichter-Klasse | 1962    | Werft Etgar Andre Magdeburg                 | Das Schiff liegt seit 2016 als Pivovar in Prag in der Nähe der Štefánikův most am Südufer der Moldau und wird als Restaurant- und Brauereischiff genutzt. |                              | festliegend |      |
| Sans Souci    | Kabinenfahrgastschiff (Binnen) |                | 2000    | Scheepswerf Grave, Holland                  | MS Sanssouci Hotelschiff GmbH aus Peißen. |                              | in Fahrt    |      |
| Sanssouci     | Tagesausflugsschiff (Binnen)   |                | 2000    |                                             | Stern und Kreisschiffahrt |                              | in Fahrt    |      |
| Sanssouci     | Tagesausflugsschiff (Binnen)   |                | 2010    | Schiffswerft Bolle GmbH Derben              | Schifffahrt in Potsdam |                              | in Fahrt    |      |